# Monterubbiano

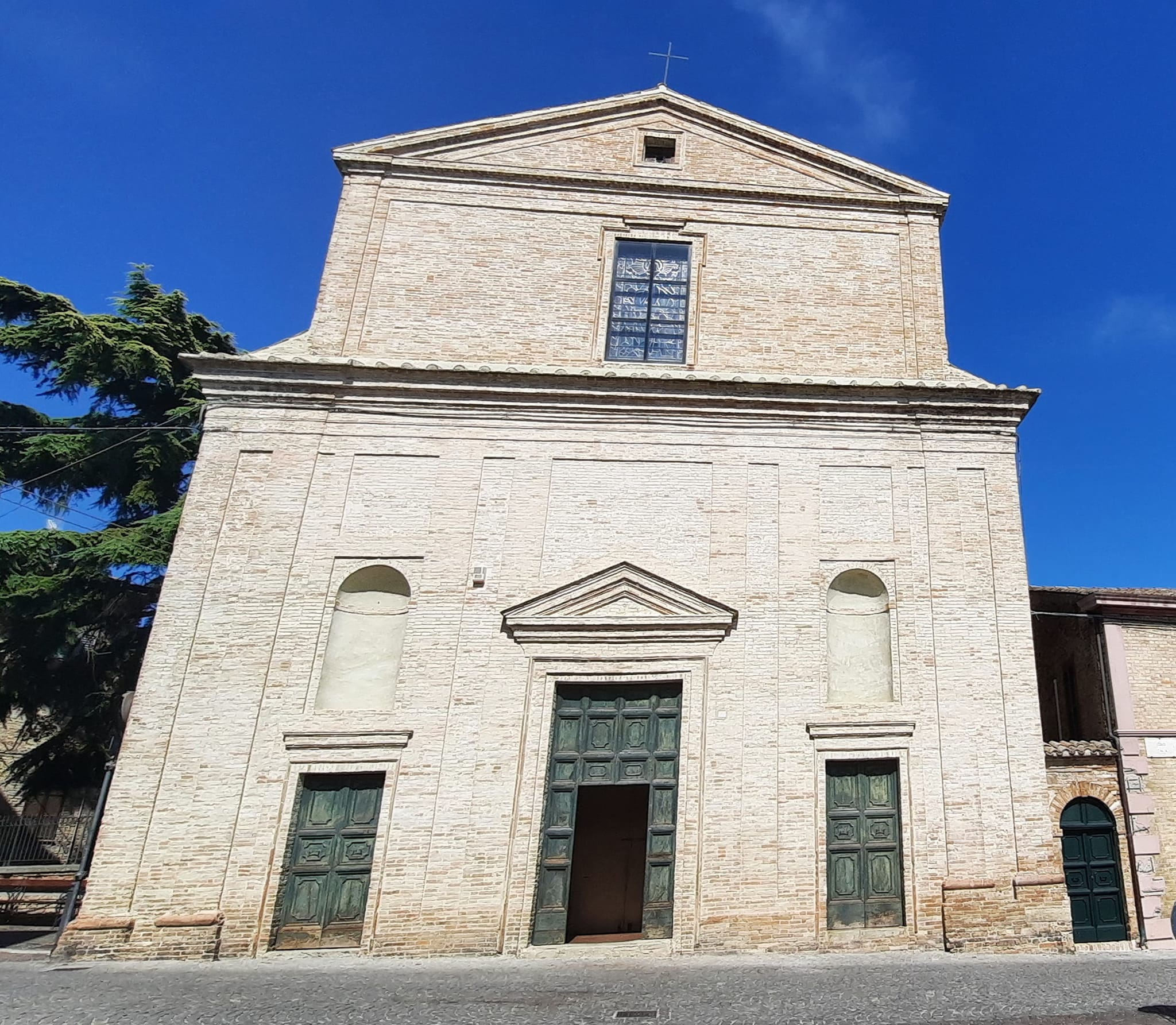
Collegiata di Santa Maria dei Letterati.

Monterubbiano (Muntrubbià in dialetto locale) è un comune italiano di 1 973 abitanti della provincia di Fermo nelle Marche.

## Geografia fisica
Monterubbiano sorge sulla vetta di una collina di 466 m s.l.m. a 8 km dal mare Adriatico e spazia le sue vedute panoramiche dal mar Adriatico ai monti Sibillini, passando per la val d'Ete ove confina con Fermo e con la valle dell'Aso, dove è situata una delle frazioni, Rubbianello. Secondo lo studio effettuato con l'utilizzo di ERA-5, un sistema di rianalisi atmosferica del Centro europeo per le previsioni meteorologiche a medio termine, dal 1979 al 2021 la temperatura media di Monterubbiano è aumentata di circa 2°C a causa del surriscaldamento globale.

## Storia[6]
(Ioannes Garzoni)
La fondazione di Monterubbiano si data intorno al VI-V secolo a.C. da parte dei Piceni, anche se si presuppone che il territorio sia abitato fin dal Paleolitico. Con l'espansione di Roma in queste zone, avvenuta presumibilmente intorno al 269 a.C., la cittadina prende il titolo di "Urbs Urbana" o "Urbs Civitas". L'urbs è la città latina per antonomasia dove è presente, oltre agli edifici civici, anche il pomerium, un luogo consacrato agli dei, che la distingue dall'oppidum, che è una semplice città fortificata. Con la caduta dell'Impero romano d'occidente nel V secolo d.C. per mano di Odoacre, passa sotto il regno degli Ostrogoti, e ne rimarrà sotto fino all'arrivo del Longobardi nel 570, tranne per una piccola parentesi che va dal 535 al 553 dove ci saranno i Bizantini. Dal 570 al 1198 il conglomerato è sotto il ducato di Spoleto, dentro la Marca Fermana, fondato dai Longobardi ma che ne rimarrà anche sotto questo ducato, dopo la conquista dei Franchi nel 774, in questo periodo iniziano le influenze del papato in questa regione, nominando sovrani di origine franca per amministrare il territorio.
Intorno al XII secolo, pur rimanendo nello Stato Pontificio, ottiene l'autonomia come libero comune sotto il nome di Urbiano e per un breve periodo appoggiò lo schieramento ghibellino, riconoscendo Federico II come signore del paese. Il contrasto con il comune di Fermo coprì un arco temporale di 200 anni circa: Fermo, interessato dalla posizione strategica del paese, provò a conquistarlo fin dal XII secolo, senza mai riuscirci. Persino Ladislao di Napoli, Carlo Malatesta e Lodovico Migliorati sin interessarono al paese, i quali se lo contesero dal 1400 al 1433, fino all'arrivo del capitano di ventura Francesco Sforza, che approfittò della crisi momentanea che stava colpendo Papa Eugenio IV per conquistare le città del maceratese e del fermano, tra cui Monterubbiano. Durante questo periodo il Comune divenne sempre più grande fino ad essere suddiviso in rioni o quartieri fino a raggiungere una popolazione di 5 000 cittadini solo all'interno delle mura. Con la paura di perdere il potere in queste zone il Papa nomina lo Sforza “marchese perpetuo di Fermo, vicario per cinque anni di Todi, Toscanella, Gualdo Rispampani, nonché gonfaloniere della Chiesa”, con ciò le marche del sud ritornano sotto l'influenza del Papato.
Proprio nel XV secolo nel paese, come molti altri delle Marche, si diffuse l'antisemitismo. Nel tratto conosciuto dagli abitanti locali come "Le Spiagge", anticamente sorgeva il ghetto degli ebrei, arricchito da numerose costruzioni, tra cui una sinagoga e vari collegamenti sotterranei. La situazione peggiorò nella prima metà del XVI secolo, quando il paese entrò in crisi economica a causa dell'indebitamento della popolazione ebraica. Per far fronte a questo problema, il governo cittadino fu costretto a vendere una porzione di territorio al Comune di Montefiore dell'Aso e decretare, il 6 settembre 1547, l'intenzione comunale di non cadere sotto il comportamento della minoranza ebraica, con la frase "Le ossa del Comune non verranno divorate dagli Ebrei" (in latino Ne ossa Communis devorentur ad Hebreis).
Intorno al XVII secolo avvenne l'entrata effettiva del paese sotto il dominio dello Stato Pontificio, ottenendo un periodo di quiete fino alla nascita della Repubblica Anconitana e poi della Repubblica Romana e fino al 1860 dopo che con la Battaglia di Castelfidardo le Marche andranno a far parte del nuovo Regno d'Italia.

## Monumenti e luoghi d'interesse[6][9]

### Architetture religiose

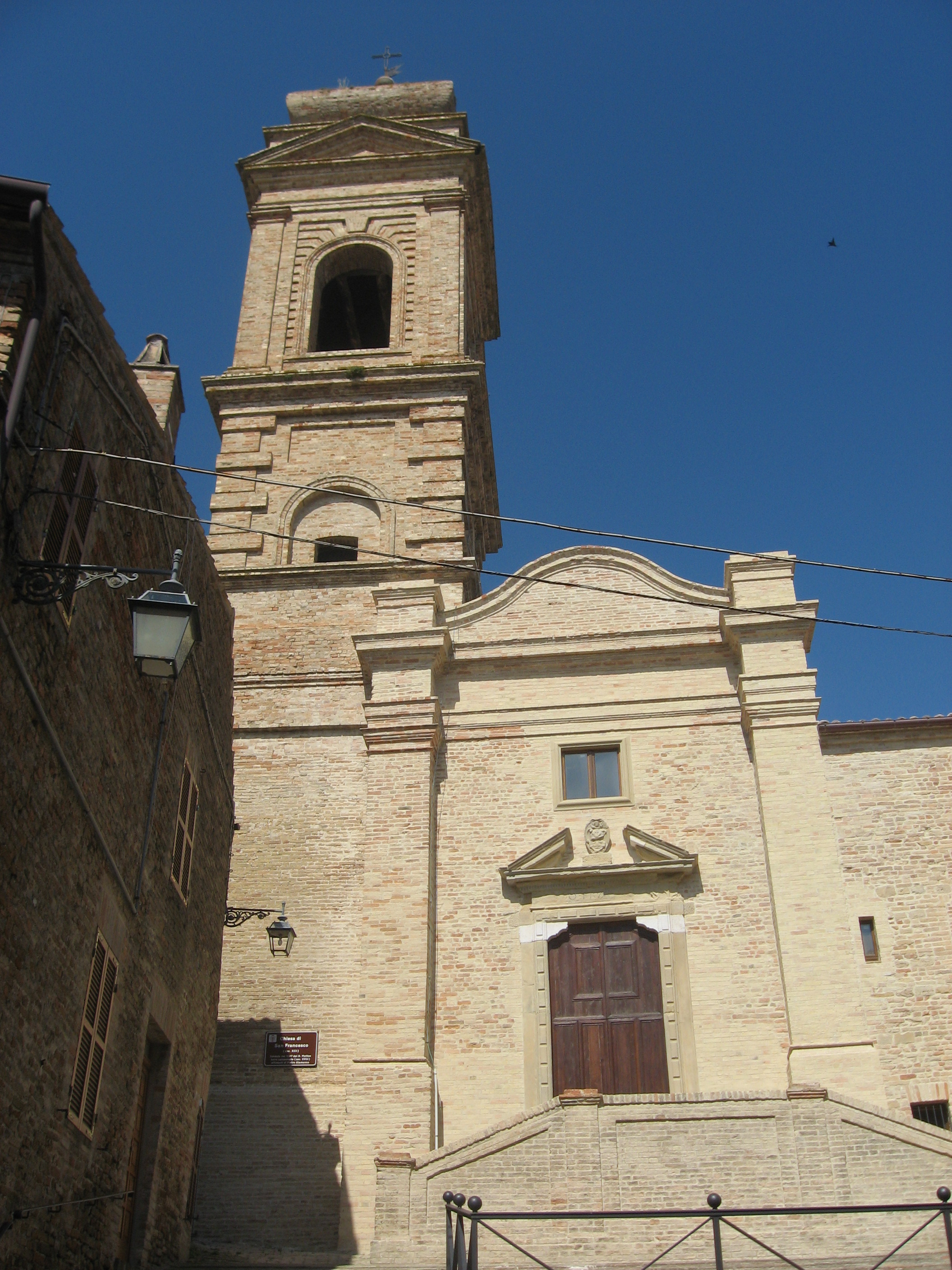
L'ex chiesa di San Francesco, oggi sede dell'auditorium

- Chiesa dei Santi Flaviano e Biagio: costruita attorno al 1275 per sostituire l'abbazia benedettina appartenuta ai frati Farfensi, è di proprietà privata. L'esterno è costruito in stile romanico, con un portale in pietra arenaria che ospita un bassorilievo derivante probabilmente da un paliotto, un pluteo o da una transenna, mentre l'interno ospita un tetto a capriate lignee, affreschi quattrocenteschi e un altare barocco.
- Chiesa dei Santi Giovanni Battista ed Evangelista: risalente al 1238, l'interno è diviso in navate separate da archi a tutto sesto, sormontato da un tetto a capriate lignee. La chiesa ospita numerose decorazioni, tra cui un coro ligneo, un altare ligneo in barocco e numerosi affreschi che raffigurano Santi e Sante, realizzati da Beato Angelico, Gentile da Fabriano, Pietro Alemanno e dalla scuola di Marino Angeli.
- Chiesa dei Santi Stefano e Vincenzo: costruita nel XI secolo è la più antica chiesa che si ha nel territorio comunale. Chiesa parrocchiale attiva fino al 16 febbraio 1728, è costruita in stile romanico, che si può vedere bene in alcuni elementi architettonici, come l'abside, il campanile e nella divisione in tre navate diverse tra loro e composte da colonne in laterizio con capitelli realizzati in pietra arenaria. Durante il corso della storia la costruzione venne modificata numerose volte a partire dal XVI secolo, modifiche che si concluderanno solamente nel 1855, quando la struttura perde la sua forma originale a causa dell'innalzamento della navata centrare e dell'aggiunta degli altari.
- Chiesa di Sant'Agostino;
- Chiesa di Santa Maria dell'Olmo: costruita nel XI secolo in pietra arenaria, il nome deriva da un Olmo secolare che si ergeva nei pressi della chiesa. L'esterno in romanico presenta numerosi elementi artistici, come un rosone, una finestra bifora e una feritoia, che fanno completamente stacco con l'interno, costruito in stile neogotico dopo che il Priore Luigi De Angelis decise di trasformarlo, eliminando anche le due navate. Sotto la struttura si può ammirare una cripta costruita con colonne che sorreggono una volta a crociera.
- Collegiata di Santa Maria dei Letterati: costruita nel XVIII secolo, all'interno si trova una tela e tre tavolette di Vincenzo Pagani risalenti al XVI secolo. L'organo del 1794 è opera di Gaetano Antonio Callido.
- Chiesa del Santissimo Crocifisso di Piano Nuovo: la chiesa fu costruita nel 1590 per volere di Paolo Pagani, a testimonianza della sua devozione, che la finanziò insieme alla comunità locale. L'edificio in laterizio è circondato all'esterno su tre lati da un portico e la porta centrale in travertino è decorata con l'arme del cardinale Ottavio Bandini, del vescovo Pagani e del Municipio. L'interno ha una pianta a croce latina, a navata unica che termina con un coro rettangolare affiancato da due cappelle che occupano il transetto. L'elaborato altare maggiore, di schietto gusto barocco, presenta un affresco con la Crocifissione, oggetto di devozione e precedente alla costruzione della chiesa. Ai lati sono due tele di fine Seicento, una con l'Ecce homo firmata dal fermano Giovanni Giuseppe Fantini, l'altra, anonima con la Salita al Calvario. La volta a botte è invece decorata da affreschi raffiguranti Storie della Passione entro cornici in stucco, attribuiti a Martino Bonfini e databili ai primi anni del Seicento.[10]
- Chiesa della Madonna dei Monti: conosciuta anche come Santa Maria del Soccorso, la chiesa si trova nei pressi del cimitero monumentale. Quando nei primi anni del XIX secolo crollò, la comunità per salvare l'affresco raffigurante la Madonna del Soccorso di Giovanni Pagani, decise di effettuare alcune modifiche alla struttura e di rimaneggiare l'opera, oramai differente dall'originale a causa del lavoro errato.
- Ex chiesa di San Michele Arcangelo: struttura di origine romanica, ospita un arco ogivale di origine gotica, varie monofore e bassorilievi del XI secolo.

### Architetture civili e militari
- Mura castellane: fatte erigere da Francesco Sforza tra il 1433 e il 1446, sono composte avamposti e torrioni interamente costruiti in laterizio. Nella lunghezza complessiva di 2 km, sono distribuite tre porte d'accesso: Porta San Basso o Porta Vecchia che si affaccia verso l'Aso, Porta del Pero o Porta della Valle verso Fermo e Porta Sant'Andrea. Onofrio III nel XIII secolo diede ordine di fornire il paese di baluardi per completare il suo piano strategico contro le incursioni dei Saraceni.
- Palazzo comunale: opera del XIV secolo, risalente al periodo romanico-gotico, prima della costruzione del palazzo comunale, le riunioni si svolgevano nei periodi freddi nella chiesa romanica di Santa Maria dei Letterati (comunemente chiamata Collegiata), mentre in quelli caldi direttamente in piazza. La struttura è sormontata dalla torre civica decorata con vetri alla veneziana. L'interno, decorato con opere che vanno dal XVI al XX secolo, ospita il Museo delle Bambole, una raccolta di bambole provenienti da tutto il mondo.
- Pinacoteca civica
- Museo civico archeologico
- Teatro Vincenzo Pagani
- Polo culturale San Francesco: sede del nuovo museo civico archeologico, della biblioteca, del laboratorio didattico, della sala congressi, dell'auditorium e dell'orto botanico, sorge all'interno dell'ex Chiesa di San Francesco, fondata nel 1247 da Matteo, un seguace di Francesco d'Assisi. L'esterno non è più l'originale a causa dei numerosi interventi, mentre l'interno ospita un ciclo di affreschi quattrocenteschi e numerosi altari barocchi settecenteschi.

## Società

### Evoluzione demografica
Abitanti censiti

## Cultura

### Eventi

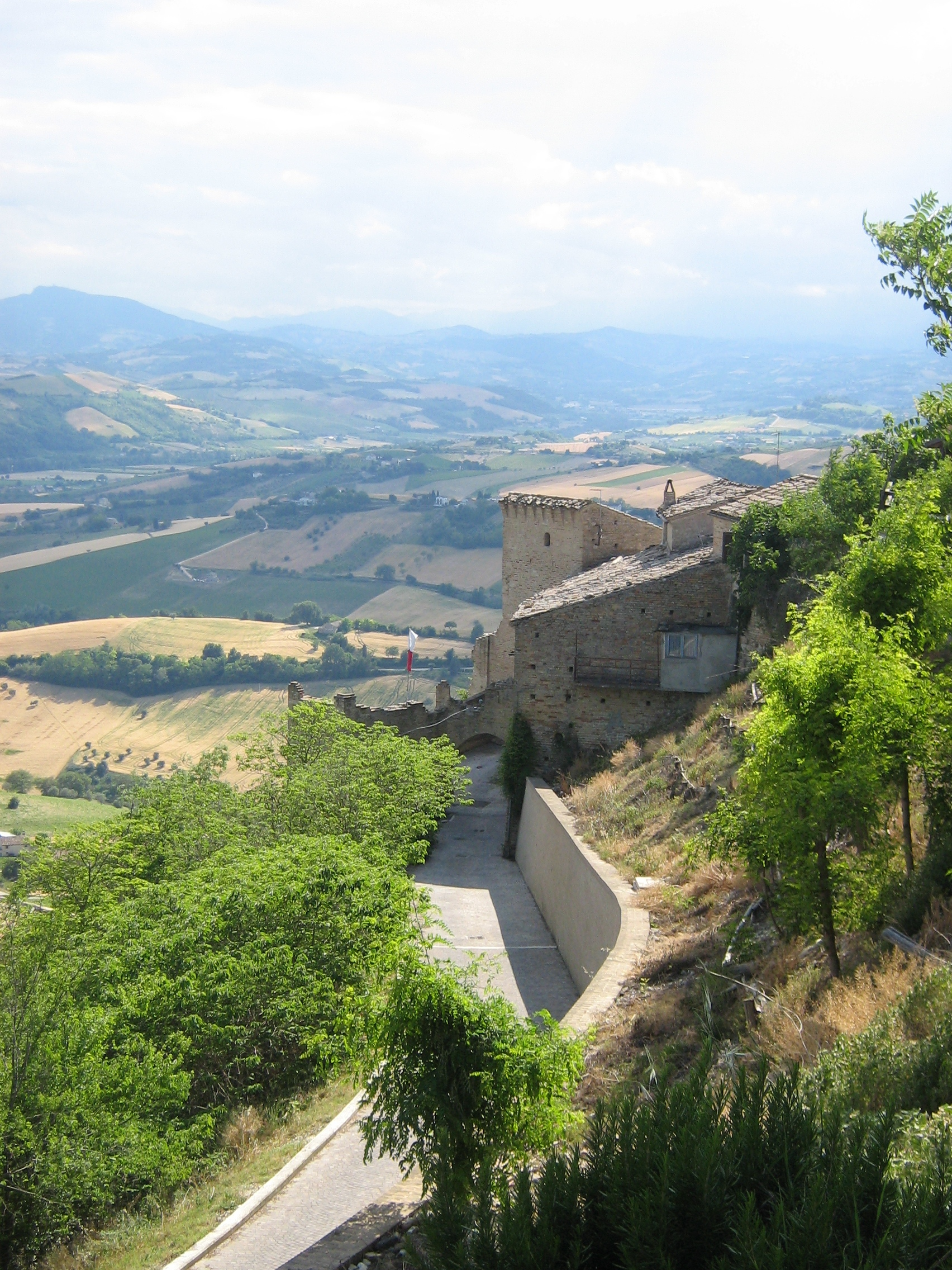
Porta San Basso, detta Porta Vecchia, è una delle cinque porte d'accesso al paese risalenti al periodo medioevale

- Focarò in piazza della Madonna, centro storico 8 dicembre

### Cucina
Le tagliatelle fritte sono un piatto tipico di Monterubbiano.

## Geografia antropica

### Frazioni
- Chiesanuova. La frazione più piccola nasce intorno alla chiesa di Sant'Isidoro e dista circa 4 km da Monterubbiano.[13] Il piccolo edificio religioso si deve al nobile fermano Nicolò Morici, per devozione del quale fu eretto nel 1688.
- Montotto. Ha circa cento abitanti[14] e si trova a 4,5 km dal capoluogo in direzione sud ovest,[13] da dove offre la veduta del lato meridionale del paese. Nasce nel V-VI secolo, fondata dai cittadini di Monterubbiano dietro la spinta delle invasioni barbariche. L'agglomerato, popolato crescentemente anche da personaggi autorevoli, si espande fino all'anno 1000, si costituisce in castello e acquista una chiesa e un cimitero propri. Nel XIV secolo tuttavia la rinascita di Monterubbiano condanna Montotto alla decadenza.
- Rubbianello.

## Economia

### Industria
Monterubbiano nel corso del XX secolo ha sviluppato numerose industrie. Nel territorio comunale operano la FAAM, azienda che si occupa dal 1974 di batterie, pile e accumulatori al piombo, divenuta negli anni 1990 la quinta azienda a livello nazionale ad occuparsi del settore, con espansione nei paesi dell'est Europa, la Ecocar, sottodivisione della FAAM produttrice di veicoli elettrici e il Tomaificio Romanelli Lorenzo che si occupa di tomaie per calzature sportive, lavorando per Adidas, Cofra, Imac e Simod. Importante anche la presenza della sede centrale di Sigma, azienda del settore meccatronico.

## Amministrazione
| Periodo           | Periodo           | Primo cittadino      | Partito                                                       | Carica                  | Note          |
| ----------------- | ----------------- | -------------------- | ------------------------------------------------------------- | ----------------------- | ------------- |
| 28 novembre 1988  | 18 maggio 1990    | Giuseppe Monaldi     | Democrazia Cristiana                                          | Sindaco                 | [ 15 ]        |
| 18 maggio 1990    | 24 aprile 1995    | Giuseppe Nazziconi   | Partito Comunista Italiano Partito Democratico della Sinistra | Sindaco                 | [ 15 ]        |
| 24 aprile 1995    | 14 giugno 1999    | Umberto Pistolesi    | Lista civica                                                  | Sindaco                 | [ 15 ]        |
| 14 giugno 1999    | 14 giugno 2004    | Umberto Pistolesi    | Lista civica                                                  | Sindaco                 | [ 15 ]        |
| 14 giugno 2004    | 8 giugno 2009     | Francesco Pagliarini | Lista civica                                                  | Sindaco                 | [ 15 ]        |
| 8 giugno 2009     | 28 maggio 2014    | Francesco Pagliarini | Lista civica                                                  | Sindaco                 | [ 15 ]        |
| 28 maggio 2014    | 27 aprile 2015    | Claudio Faloci       |                                                               | Commissario prefettizio | [ 15 ] [ 16 ] |
| 27 aprile 2015    | 1º giugno 2015    | Maurizio Ianieri     |                                                               | Commissario prefettizio | [ 15 ]        |
| 1º giugno 2015    | 12 giugno 2020    | Maria Teresa Mircoli | Lista civica                                                  | Sindaco                 | [ 15 ]        |
| 13 giugno 2020    | 21 settembre 2020 | Francesco Martino    |                                                               | Commissario prefettizio | [ 15 ] [ 17 ] |
| 22 settembre 2020 | in carica         | Meri Marziali        | Lista civica Viviamo Monterubbiano                            | Sindaco                 | [ 15 ] [ 18 ] |

Fa parte della Zona Territoriale n. 11 di Fermo dell'Azienda Sanitaria Unica Regionale delle Marche (in sigla Z.T. n. 11 - A.S.U.R. Marche).

### Gemellaggi
- Winster, dal 1987[senza fonte]

## Sport

### Calcio A11
La squadra di calcio paesana è la Monterubbianese che gioca attualmente nel campionato regionale di Promozione e i colori sociali sono il rosso e il bianco; nel campo A. Mariotti disputa le partite casalinghe anche la ASD La Robbia militante in Terza Categoria

### Calcio A5
Nel calcio a 5 invece esistono due società: il Circolo Don Bosco Rubbianello e La Robbia, entrambe disputano il campionato CSI della provincia di Fermo e giocano le partite casalinghe presso il palazzetto dello sport di Montefiore dell'Aso.